# Tapurah
Tapurah est une municipalité brésilienne située dans l'État du Mato Grosso.